# Türi-Alliku
Türi-Alliku (Duits: Allenküll) is een plaats in de Estlandse gemeente Türi, provincie Järvamaa. De plaats heeft de status van dorp (Estisch: küla). De plaats ligt aan de rivier Pärnu.

## Bevolking
Het dorp had 431 inwoners op 31 december 2011 en 426 inwoners op 31 december 2021.

## Geschiedenis
Het landgoed Allenküll werd gesticht in 1429. In 1561 werd het een kroondomein van de Zweedse koning Erik XIV. In 1614 kwam het in particuliere handen. Tot het midden van de 18e eeuw was het in het bezit van de familie von Buxhoevden, daarna van de familie von Rosen. De laatste eigenaar vanaf 1880 tot de onteigening door het onafhankelijk geworden Estland in 1919 was Alexander von Engelhardt.
Het landhuis van het landgoed is gebouwd in 1758. Het werd in de jaren zestig van de 20e eeuw ingrijpend verbouwd tot fabriek. Tot in 1993 was hier Volta gevestigd, een bedrijf dat elektromotoren maakte. In 1993 werd het gebouw overgedragen aan MASI, ook een producent van elektromotoren, maar nog in hetzelfde decennium kwam het leeg te staan. In de 21e eeuw verviel het tot ruïne.
De watermolen en de wodkastokerij van het landgoed zijn in de jaren negentig van de 20e eeuw gerestaureerd en vormen sindsdien met een paar nieuwe gebouwen het motelcomplex, tevens conferentiecentrum en verhuurbedrijf, Veskisilla.
Türi-Alliku begon als nederzetting op het landgoed Allenküll. Oorspronkelijk was de naam alleen Alliku; toen de naburige stad Türi belangrijk werd, kwam de naam Türi-Alliku in gebruik, oorspronkelijk voor de twee plaatsen tezamen, later voor het huidige dorp, dat overigens pas in 1977 van nederzetting werd gepromoveerd tot dorp. Toen werden ook de buurdorpen Hundissaare en Saatre bij Türi-Alliku gevoegd.
Türi-Alliku had altijd nauwe banden met de stad Türi, die ten zuidwesten van het dorp ligt. Tussen 1850 en 1919 was het gebied rond Türi een veehouderij (Estisch: karjamõis) binnen het landgoed Allenküll. Het station van Türi heette tot in de jaren twintig van de 20e eeuw station Alliku (Estisch: Alliku raudteejaam). Het postkantoor dat bij het station lag, heette in de tijd van het Keizerrijk Rusland Allenküll (Russisch: Алленкюль), tussen 1919 en 1924 Türi-Alliku en pas sinds 1924 Türi.

## Foto's

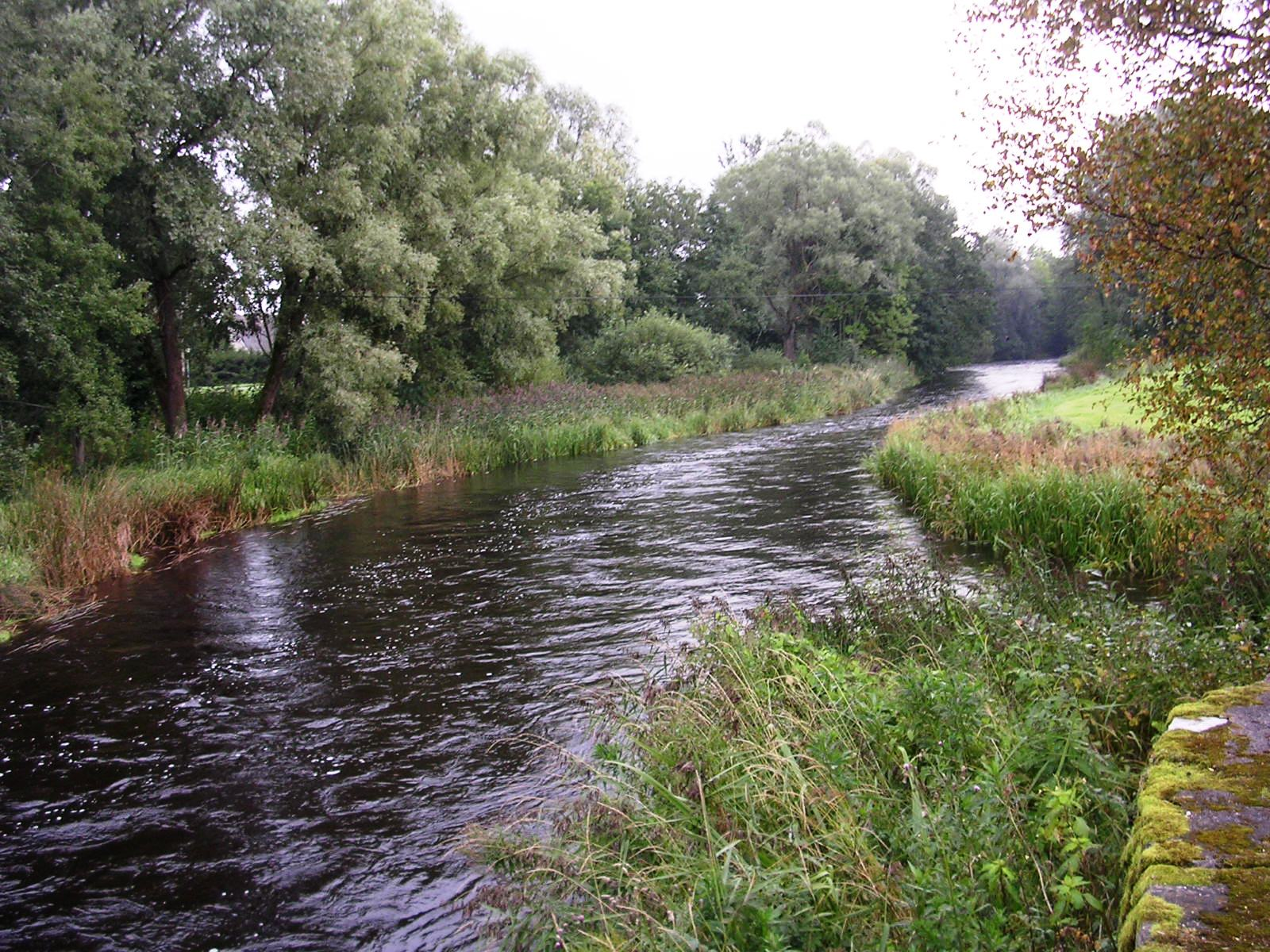
De rivier Pärnu bij Türi-Alliku
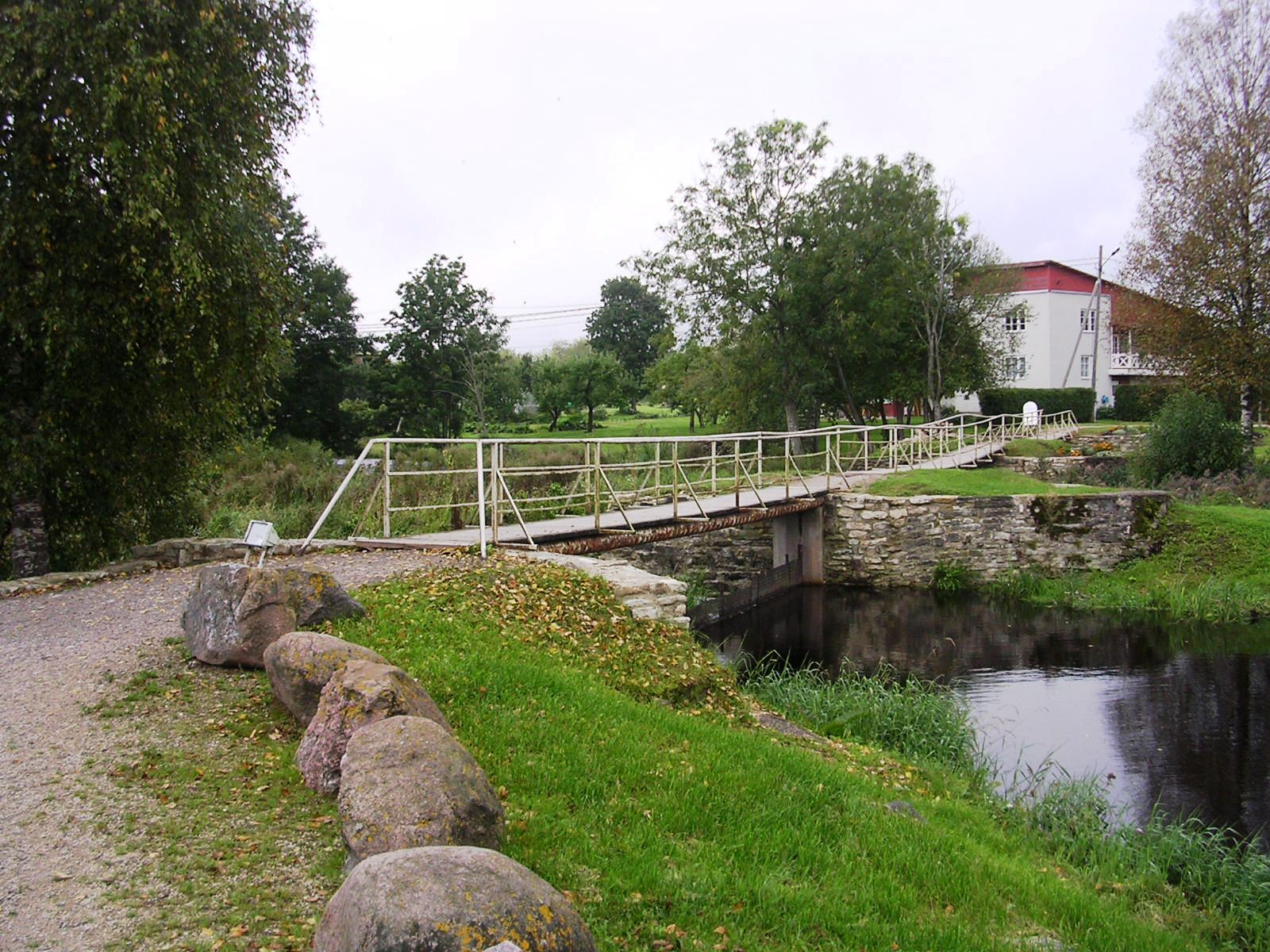
Bij het motelcomplex Veskisilla
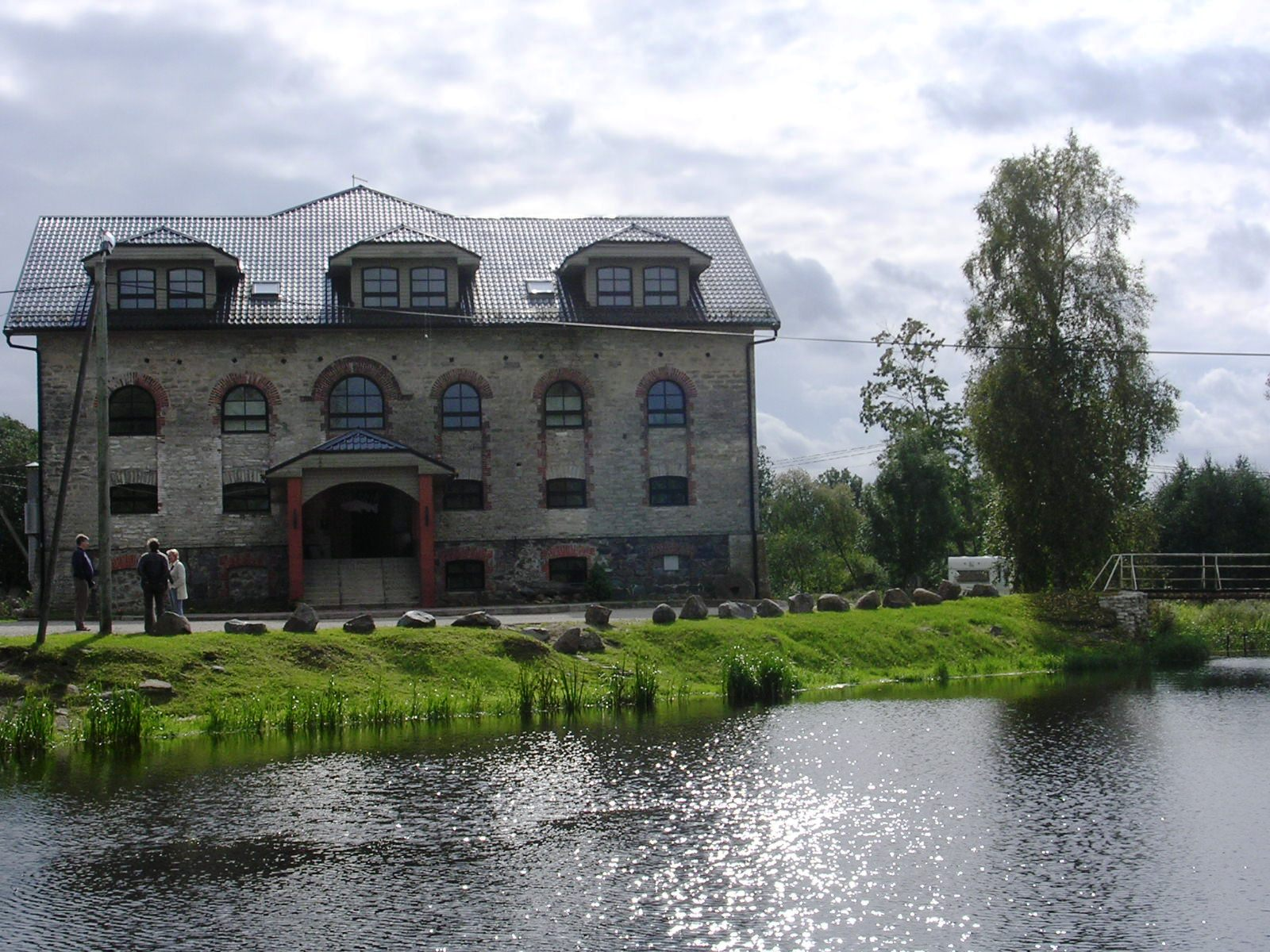
De voormalige watermolen, nu motel
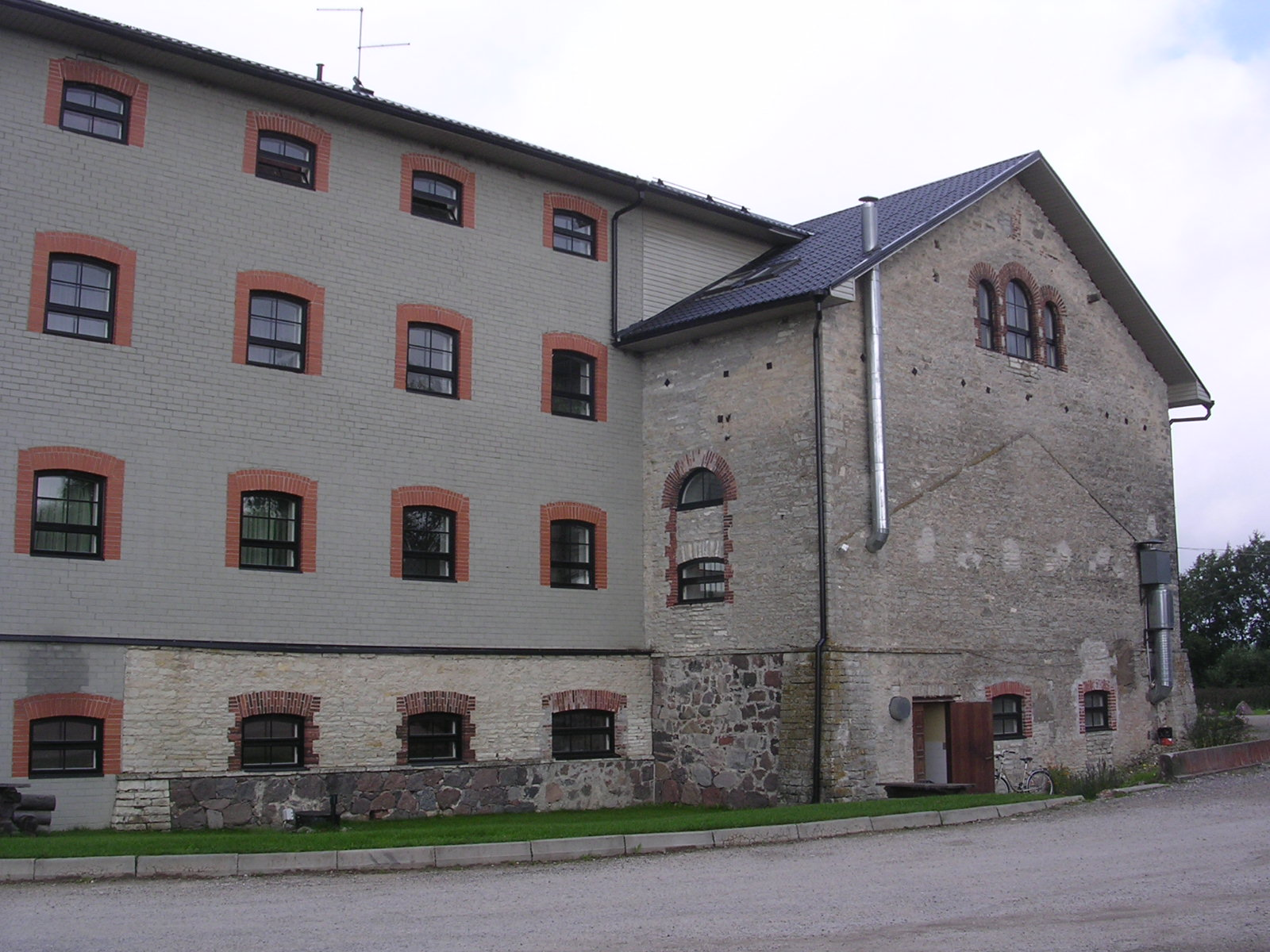
Gebouw van het motelcomplex
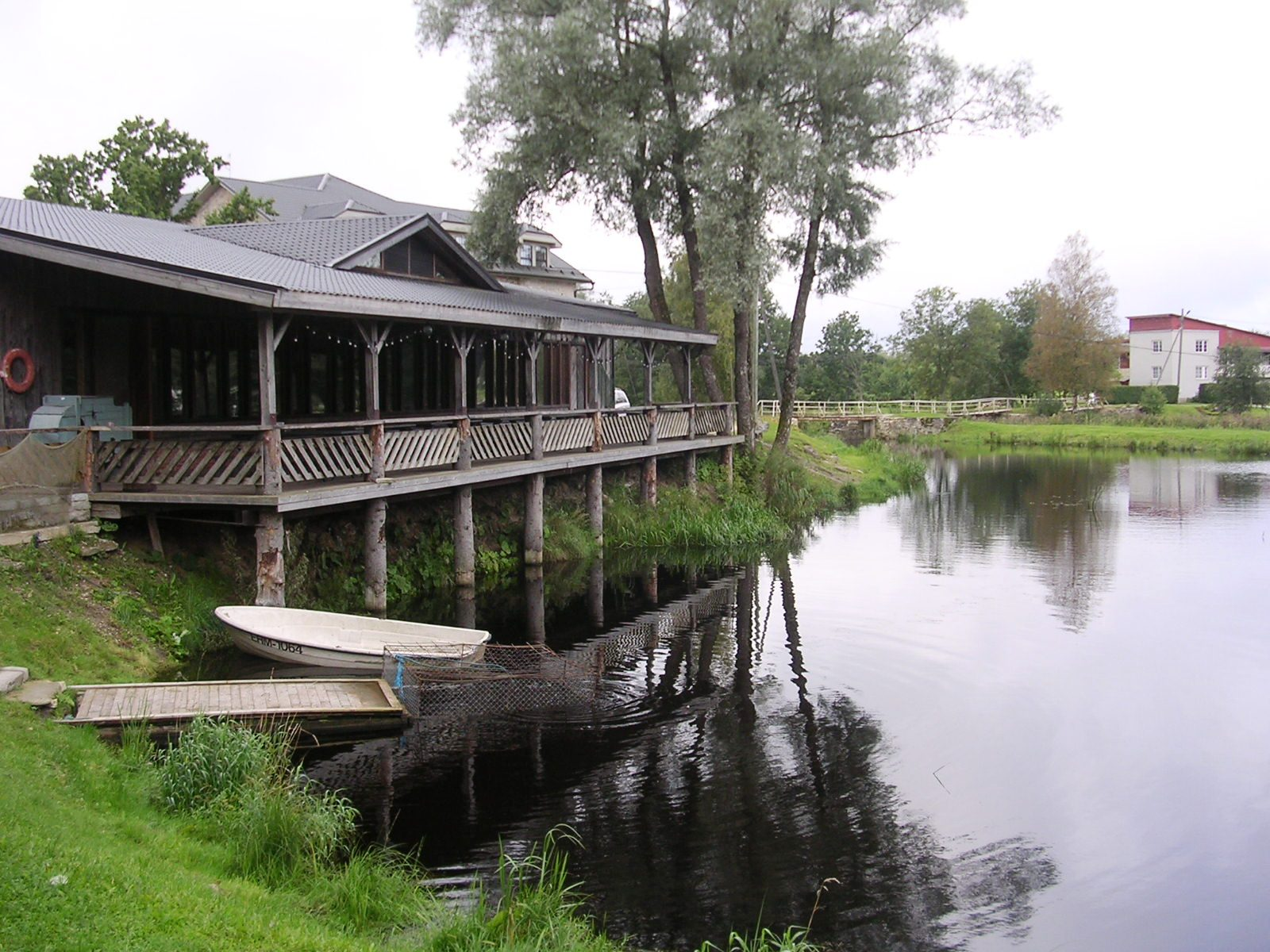
Restaurant aan de rivier Pärnu
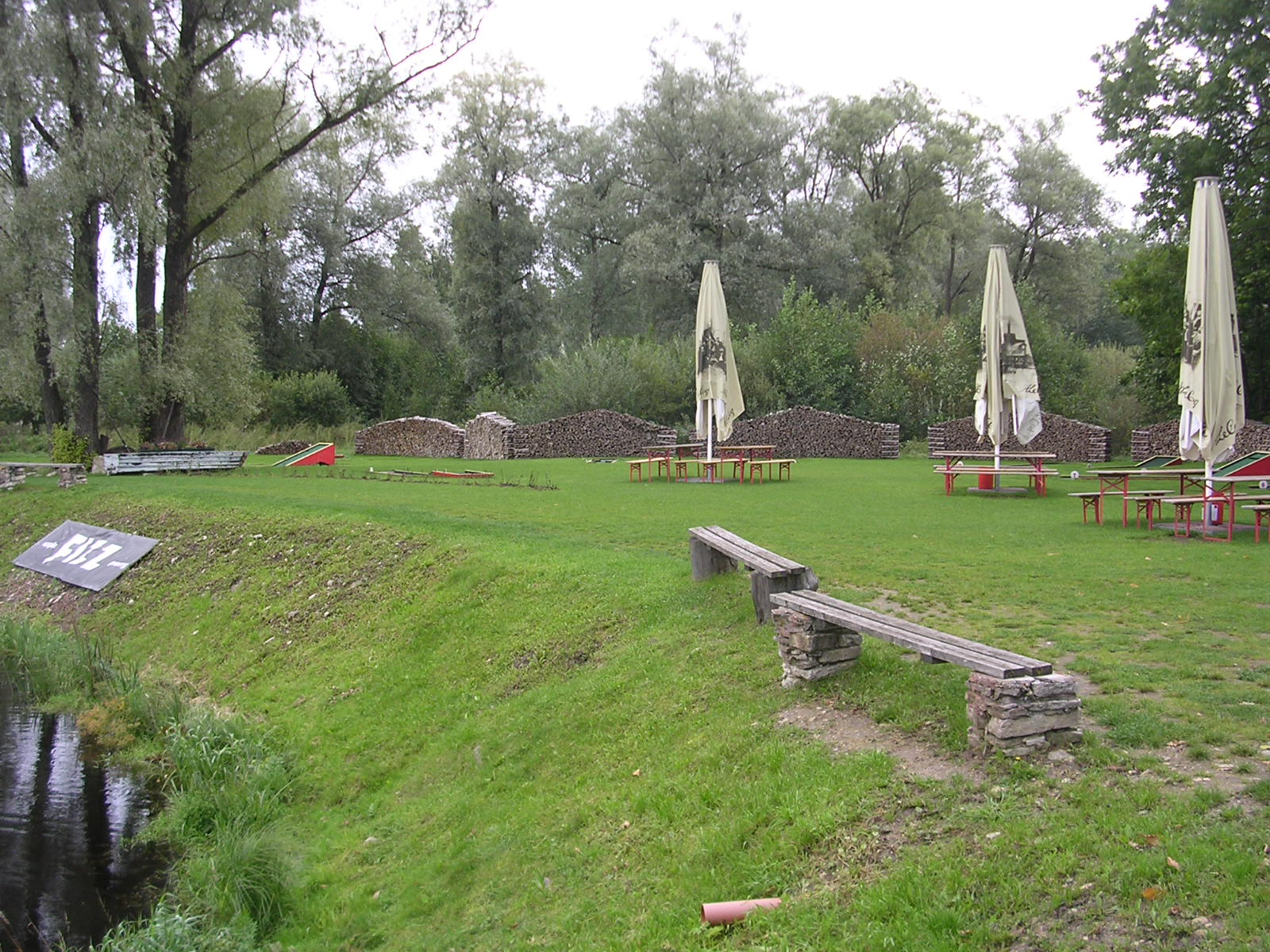
Minigolfbaan